# Mas del Mariner
El Mas del Mariner o Mas de la Marinera és un monument protegit com a bé cultural d'interès local del municipi de Vilaplana (Baix Camp).

## Descripció
És una gran casa pairal de planta quadrada, obra de paredat en la part inferior i de rajoles i maons en la part superior. Consta de planta baixa i dos pisos, el superior amb les antigues golfes modificades i adaptades per a habitatges dels masovers. A l'interior conserva, a més d'algunes bigues antigues de fusta, un excel·lent exemplar de forn de pa fet de pedra refractària (sorrenca vermella). L'arc de la porta d'entrada, rodó, està fet amb rajoles. A la banda esquerra del mas vell, hi ha les quadres pel ramat de cabres i ovelles, de pedra i calç, refetes l'any 1942, amb les cobertes en mal estat. L'edifici es va ampliar per la banda dreta en 1882 amb l'antic magatzem pels cups, amb molla la vora del camí. Davant de la façana hi ha un replà artificial amb arbres d'ombra.

## Història
És la masia més important del terme, tant per l'edifici com per l'extensió de la finca. En un bon any de collita s'hi arriben a aplegar cinc-cents sacs del fruit sec principal de la comarca, l'avellana. També té una part dedicada a la petita ramaderia. Situat entre les Mateves i el Racó del Mas, en realitat la finca del Mas de Mariner o de la Marinera és una partida més del terme. Oleguer Huguet escriví una contalla poètica sobre l'origen del mas. Un document de 1716 esmenta a "Joan Mariner del Mas", i un altre del mateix any "lo pubill del mas den Mariné". Jurats de la parròquia, Josep i Joan Mariner signen el 1691 a l'acta de la fundació de la Confraria del Roser de Vilaplana. L'any 1731, l'escrivà Joan Mariner i Salvat pren possessió de la batllia del poble, que tornaria a ostentar el 1763-1764 (o potser el fill homònim). El 1761 ho era Jaume Mariner. Actualment es troba totalment abandonat.